# ポール・コリアー

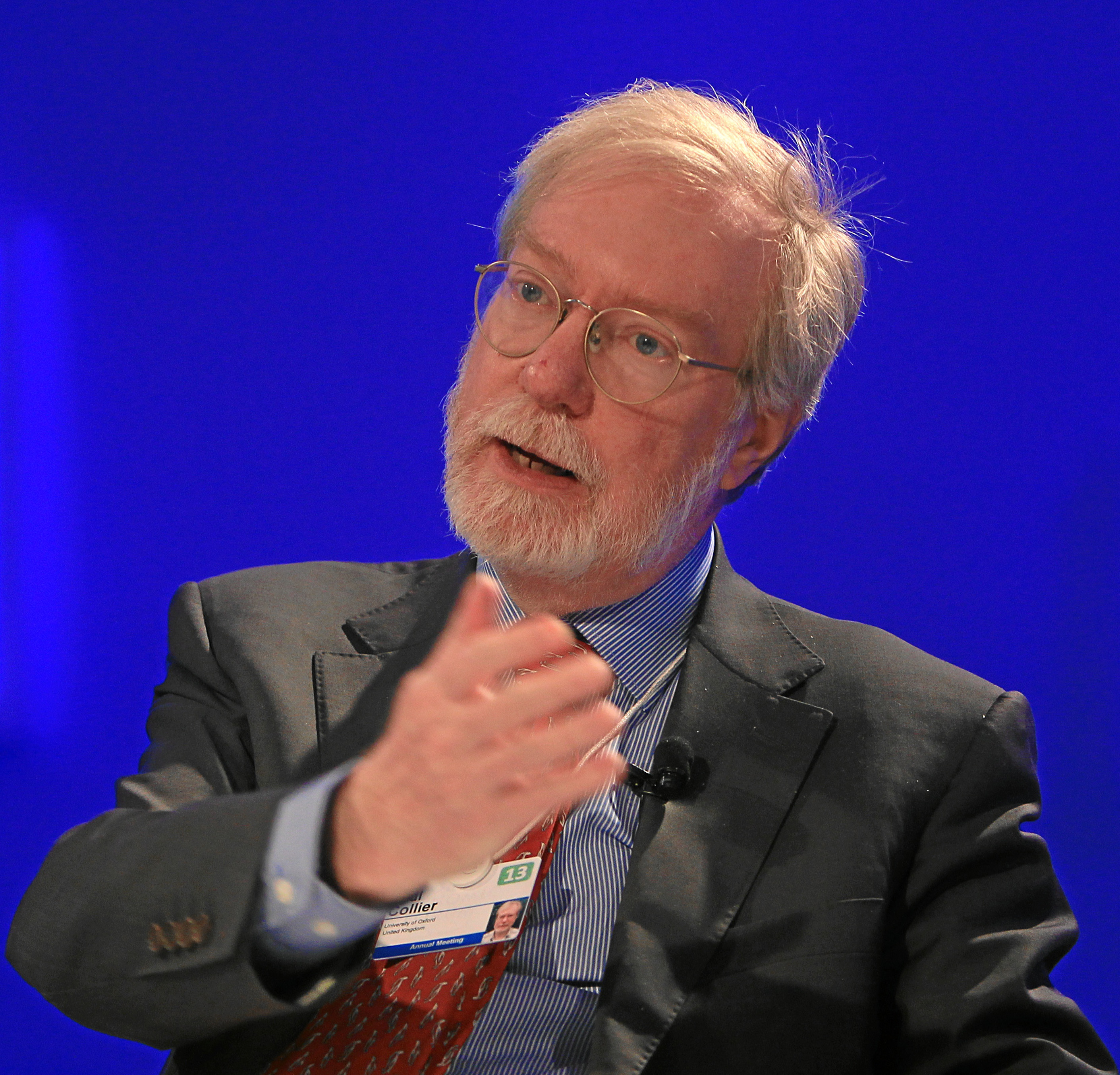
ポール・コリアー

ポール・コリアー（Paul Collier, 1949年 - ）は、イギリスの経済学者。アフリカ政治経済論を専攻。

## 来歴
オックスフォード大学ブラバトニック公共政策大学院教授（経済政策学(Economics and Public Policy)）。オックスフォード大学アフリカ経済研究センター所長。 International Growth Centreディレクター。パリ政治学院客員教授。オックスフォード大学セント・アントニーズ・カレッジのプロフェッショナル・フェロー。ブレア首相によるアフリカ委員会（Commission for Africa）シニア・アドバイザー。
世界銀行の開発研究グループ・ディレクター（1998-2003）、イギリス政府顧問などを歴任。 2008年、大英帝国勲章授与。

## 著書
- Labour and Poverty in Rural Tanzania: Ujamaa and Rural Development in the United Republic of Tanzania, Oxford University Press, New York, 1991 ISBN 978-0198283157.（未邦訳）
- 『最底辺の10億人: 最も貧しい国々のために本当になすべきことは何か?』、中谷和男訳、日経BP社、2008年。ISBN 978-4-8222-4674-7
- 『民主主義がアフリカ経済を殺す: 最底辺の10億人の国で起きている真実』、甘糟智子訳、日経BP社、2010年。ISBN 978-4-8222-4787-4
- 『収奪の星──天然資源と貧困削減の経済学』、村井章子訳、みすず書房、2012年。ISBN 978-4-622-07671-1
- Plundered Nations?: Successes and Failures in Natural Resource Extraction, Palgrave Macmillan UK, 2011 ISBN 978-0-230-29022-8. （Anthony J. Venablesとの共著、未邦訳）
- 『エクソダス　移民は世界をどう変えつつあるか』、松本裕訳、みすず書房、2019年。ISBN 978-4-622-08833-2
- Refuge: Rethinking Refugee Policy in a Changing World with Alexander Betts, Oxford University Press, September 2017 ISBN 978-0190659158（未邦訳）
- The Future of Capitalism: Facing the New Anxieties, Allen Lane, April 2018 ISBN 978-0241333884（未邦訳）